# Carabanchel
|  | Per a altres significats, vegeu «presó de Carabanchel». |

Carabanchel és un districte de la vila de Madrid amb una superfície de 1.409,30 km² i una població de 253.678 habitants. Està organitzat administrativament en els barris de Comillas (111), Opañel (112), San Isidro (113), Vista Alegre (114), Puerta Bonita (115), Buenavista (116) i Abrantes (117).

## Origen del nom

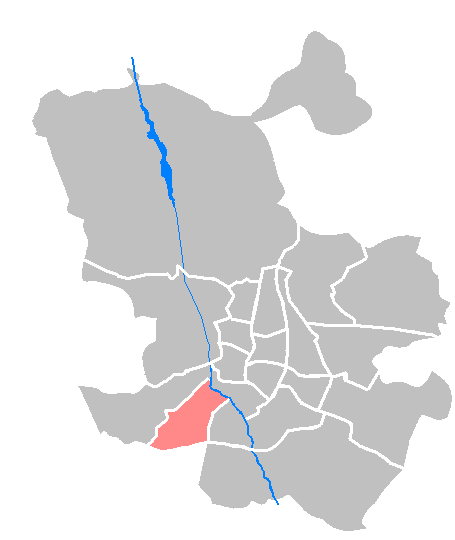
Localització

Els dos municipis, els Carabanchels, produïen cigrons per proveir el mercat madrileny, i especialment per al plat més preuat de la gastronomia madrilenya: el cocido. Alguns estableixen el nom de Carabanchel com derivat del castellà garbanzal (cigroner); uns altres de caravana, ja que van ser sempre un important nus de comunicacions pel qual travessaven moltes diligències. Però sembla que la majoria s'inclina per l'origen filològic com derivat de terra pedregosa, que és, precisament, terreny propici al cultiu del cigró. En relació amb aquesta última hipòtesi, l'arabista Jaime Oliver Asín es remunta al vocable àrab carab, que al·ludeix al propietari de terres de cultius.

## Límits
El districte limita amb el municipi de Leganés al sud, amb el districte de Latina a l'oest i al nord i amb el d'Usera a l'est. Al nord-est limita amb el districte d'Arganzuela, a l'altra banda del riu Manzanares.
| Nord-oest: Latina              | Nord: Arganzuela Manzanares (Vicente Calderón) | Nord-oest: Arganzuela Manzanares |
| Oest: Latina (Aluche)          | CARABANCHEL                                    | Est: Usera (Orcasitas)           |
| Sud-oest: Leganés (La Fortuna) | Sud: Leganés (Zarzaquemada)                    | Sud-est: Leganés Parquesur       |

Poblacions que limiten amb Carabanchel.
| Nord-oest: Vía Carpetana Pont de San Isidro                 | Nord: Manzanares Pont de Toledo / Pont d'Arganzuela | Nord-oest: Manzanares Pont de Praga |
| Oest: Vía Carpetana Presó de Carabanchel Parc de las Cruces | CARABANCHEL                                         | Est: Santa María de la Cabeza       |
| Sud-oest:                                                   | Sud:                                                | Sud-est:                            |

## Barris de Carabanchel

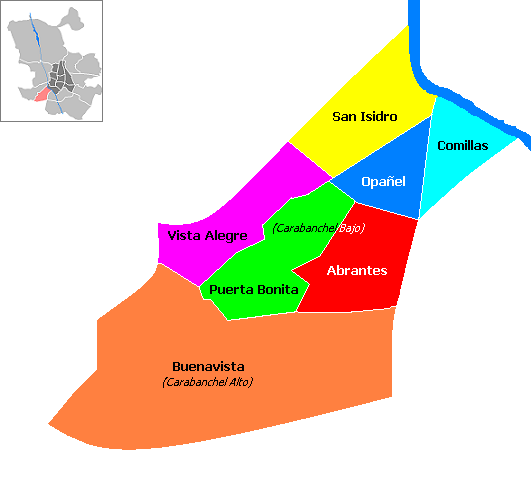
Distribució dels barris de Carabanchel

Carabanchel és el segon districte més poblat de Madrid, la seva població és de 250.000 habitants, també és un dels districtes més densament poblats de la ciutat. Administrativament es divideix en set barris: Comillas, Opañel, San Isidro, Vista Alegre, Puerta Bonita, Buenavista i Abrantes. Tots aquests barris tenen una població superior als 30.000 habitants, el barri més poblats de tots és Vista Alegre amb gairebé 50.000 habitants. Cadascun d'aquests barris al seu torn té les seves barriades o colònies com a San Isidro (Caño Roto, el Tercio), a Abrantes (Pan Bendito, Colònia Velázquez, San Vicente de Paúl), a Puerta Bonita (Colonia de la Prensa) a Buenavista(Carabanchel Alto, Pau de Carabanchel), etc.
| Barri         | C.P          | Població aprox | Barriades                                           |
| Comillas      | 28019        | 24.117 hab     | -                                                   |
| Opañel        | 28019        | 33.486 hab     | PortoAlegre                                         |
| San Isidro    | 28019        | 40.122 hab     | Caño Roto, El Tercio                                |
| Vista Alegre  | 28047        | 48.499 hab     | Eugenia de Montijo                                  |
| Puerta Bonita | 28025        | 35.000 hab     | San Francisco, Colonia La Prensa                    |
| Buenavista    | 28044, 28054 | 35.900 hab     | Carabanchel Alto, Pau de Carabanchel                |
| Abrantes      | 28025        | 30.800 hab     | Pan Bendito, Colonia Velázquez, San Vicente de Paúl |

## Clima
| Paràmetres climàtics mitjans de Carabanchel, Madrid      | Paràmetres climàtics mitjans de Carabanchel, Madrid | Paràmetres climàtics mitjans de Carabanchel, Madrid | Paràmetres climàtics mitjans de Carabanchel, Madrid | Paràmetres climàtics mitjans de Carabanchel, Madrid | Paràmetres climàtics mitjans de Carabanchel, Madrid | Paràmetres climàtics mitjans de Carabanchel, Madrid | Paràmetres climàtics mitjans de Carabanchel, Madrid | Paràmetres climàtics mitjans de Carabanchel, Madrid | Paràmetres climàtics mitjans de Carabanchel, Madrid | Paràmetres climàtics mitjans de Carabanchel, Madrid | Paràmetres climàtics mitjans de Carabanchel, Madrid | Paràmetres climàtics mitjans de Carabanchel, Madrid | Paràmetres climàtics mitjans de Carabanchel, Madrid |
| Mes                                                      | Gen.                                                | Feb.                                                | Mar.                                                | Abr.                                                | Mai.                                                | Jun.                                                | Jul.                                                | Ago.                                                | Set.                                                | Oct.                                                | Nov.                                                | Des.                                                | Anual                                               |
| -------------------------------------------------------- | --------------------------------------------------- | --------------------------------------------------- | --------------------------------------------------- | --------------------------------------------------- | --------------------------------------------------- | --------------------------------------------------- | --------------------------------------------------- | --------------------------------------------------- | --------------------------------------------------- | --------------------------------------------------- | --------------------------------------------------- | --------------------------------------------------- | --------------------------------------------------- |
| Temperatura diària màxima °C (°F)                        | 10,5 (50,9)                                         | 12,2 (54)                                           | 15,5 (59,9)                                         | 17,2 (63)                                           | 21,6 (70,9)                                         | 27,7 (81,9)                                         | 32,2 (90)                                           | 32,2 (90)                                           | 27,7 (81,9)                                         | 20,0 (68)                                           | 14,4 (57,9)                                         | 11,1 (52)                                           | 20,2 (68,4)                                         |
| Temperatura diària mínima °C (°F)                        | 0,0 (32)                                            | 1,6 (34,9)                                          | 3,3 (37,9)                                          | 5,5 (41,9)                                          | 8,8 (47,8)                                          | 13,3 (55,9)                                         | 16,1 (61)                                           | 16,1 (61)                                           | 12,7 (54,9)                                         | 8,3 (46,9)                                          | 3,8 (38,8)                                          | 1,6 (34,9)                                          | 7,6 (45,7)                                          |
| Font: The Weather Channel Interactive, Inc. Juny de 2009 |                                                     |                                                     |                                                     |                                                     |                                                     |                                                     |                                                     |                                                     |                                                     |                                                     |                                                     |                                                     |                                                     |

## Història

### Prehistòrica i romana
Els terrenys més propers a la ribera del Manzanares, corresponen als primers assentaments de poblacions en aquestes latituds, contenint jaciments neolítics, paleolítics i de l'Edat de Bronze. Prop de l'ermita de San Isidro va ser on es van realitzar les primeres excavacions i es van trobar alguns vestigis, avui disseminats per diversos museus de la geografia madrilenya.
Durant les excavacions dutes a terme per a la construcció del metro, i fins i tot, de noves edificacions, es van trobar restes que pertanyen a la romanització, i alguns historiadors han barrejat en la hipòtesi que en la població de "Miacum", esmentada en l'Itinerari d'Antoní, poden trobar-se els orígens de Madrid, però potser també d'un terra propera que podrien ser els Carabanchels. Entre aquestes restes romàniques rescatades del ventre del districte contemporani, destaca un bell mosaic anomenat de les Quatre Estacions. Actualment aquest mosaic està al Museu Municipal de Madrid.
Els últims fòssils que s'han trobat a Carabanchel van ser durant la realització de les obres per dur a terme la instal·lació d'ascensors en l'estació de Carpetana (línia 6 de metre) i d'aquesta forma fer que l'estació sigui més accessible per a persones amb poca mobilitat, gent gran, carrets de nens, etc. Les obres de construcció dels ascensors van començar a la fi del 2006 i no van acabar fins a finals del 2009, el motiu de tan llarga durada va ser el descobriment dels fòssils.
La Comunitat de Madrid va detectar fòssils de més de 13 milions d'antiguitat a l'estació de Carpetana. Es van recuperar més d'un miler de restes fòssils de macrovertebrats, microvertebrats i plantes. Entre les troballes hi ha restes del primer representant de la família dels cavalls del Miocè d'Europa
Hi ha troballes arqueològiques que proven l'existència de població humana en les terrasses del riu Manzanares des del Paleolític. No obstant això, no existeixen evidències que existís cap poblament d'entitat durant les èpoques romana i visigoda. En qualsevol cas, a Carabanchel va haver-hi una casa de postes (en llatí, mansio) anomenada Miacium, que estava sobre la via que unia Titulcia amb Segòvia.

### Edat mitjana
En l'Edat Mitjana el primer nucli de població de Carabanchel s'origina al costat de l'església de Mare de Déu de l'Antiga, que llavors era de la Magdalena. L'ermita de Santa María la Antigua va ser edificada en el segle xiii com a església parroquial de Carabanchel i, en el segle xvi, va perdre aquest rang a favor de la parròquia de San Sebastián, quedant convertida en ermita. Es tracta d'una de les escasses mostres d'arquitectura romànic-mudèjar existents a la Comunitat de Madrid.
Hi ha investigadors que asseguren que ja en l'època visigoda els Carabanchels existien, abans fins i tot del Magerit àrab (actual ciutat de Madrid). Uns altres, posen certa confusió, o si més no obren el debat de l'erudició, en afirmar que es tractava d'un petit llogaret, sense peculiaritats ni vida pròpia.
Però sembla un fet incontestable la presència de l'ésser humà en els *Carabancheles en la Prehistòria, amb la constatació de caçadors nòmades que per aquests territoris van caminar des del Paleolític Inferior.

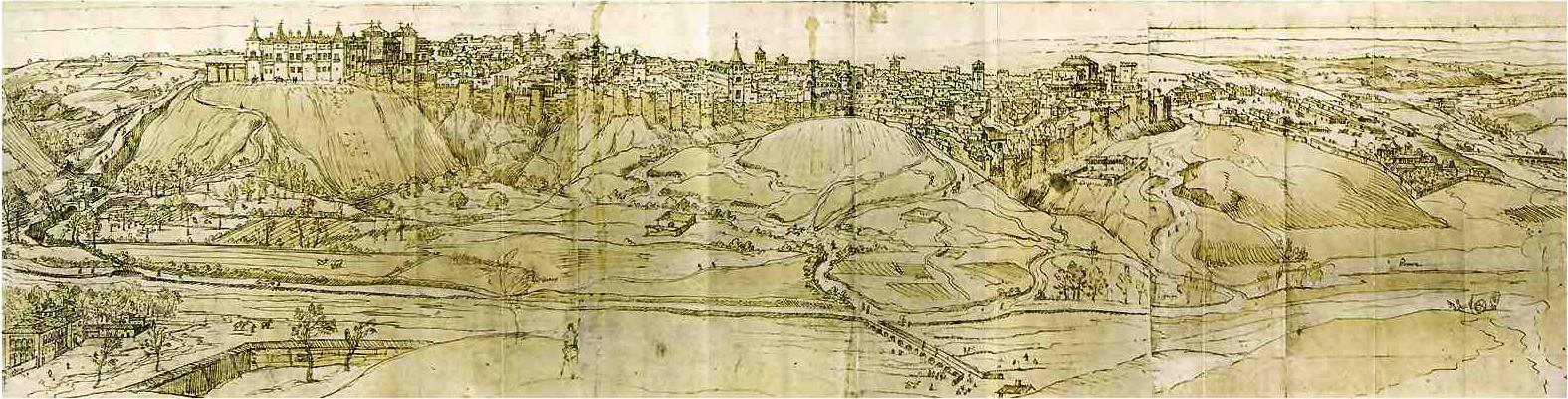
Dibuix de 1562, en el qual es veu la ribera del Manzanares (Carabanchel) i al fons la ciutat de Madrid. Aleshores Madrid i Carabanchel eren dos municipis independents i entre ells hi havia terres de cultiu a la ribera del Manzanares doncs Carabanchel era un poble predominantment agrícola. La zona sense urbanitzar del dibuix correspon a l'actual districte d'Arganzuela. Els terrenys que actualment corresponen al districte d'Arganzuela no s'urbanitzarien fins al, moment en el qual Arganzuela es va convertir en el districte industrial de Madrid a causa de la construcció de nombroses fàbriques. Totes aquestes empreses van anar tancant i actualment Arganzuela és un barri residencial. Arganzuela és un districte que uneix Carabanchel amb el centre de Madrid.

### Edat Moderna

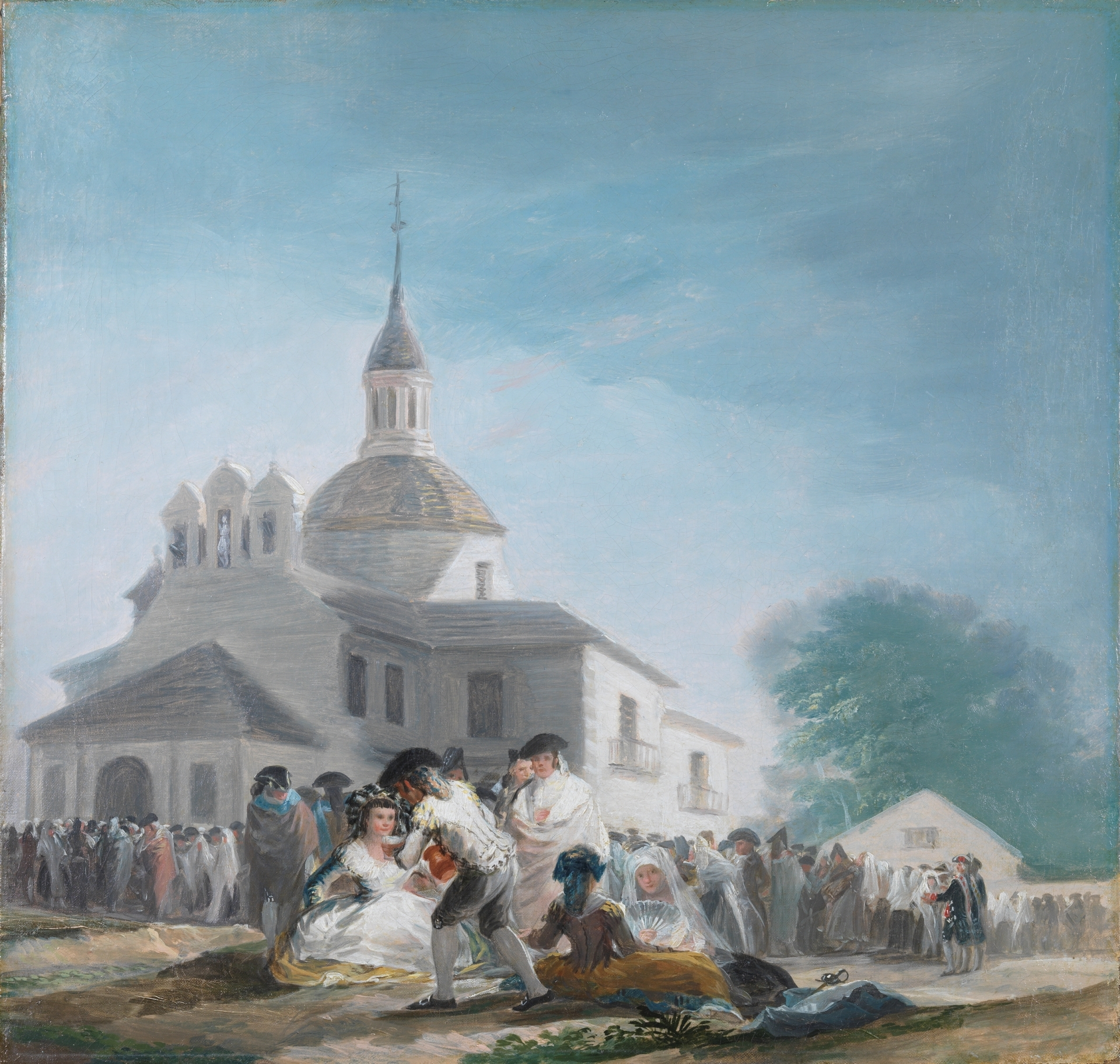
El romiatge a l'ermita de San Isidro vista per Goya el 1788.

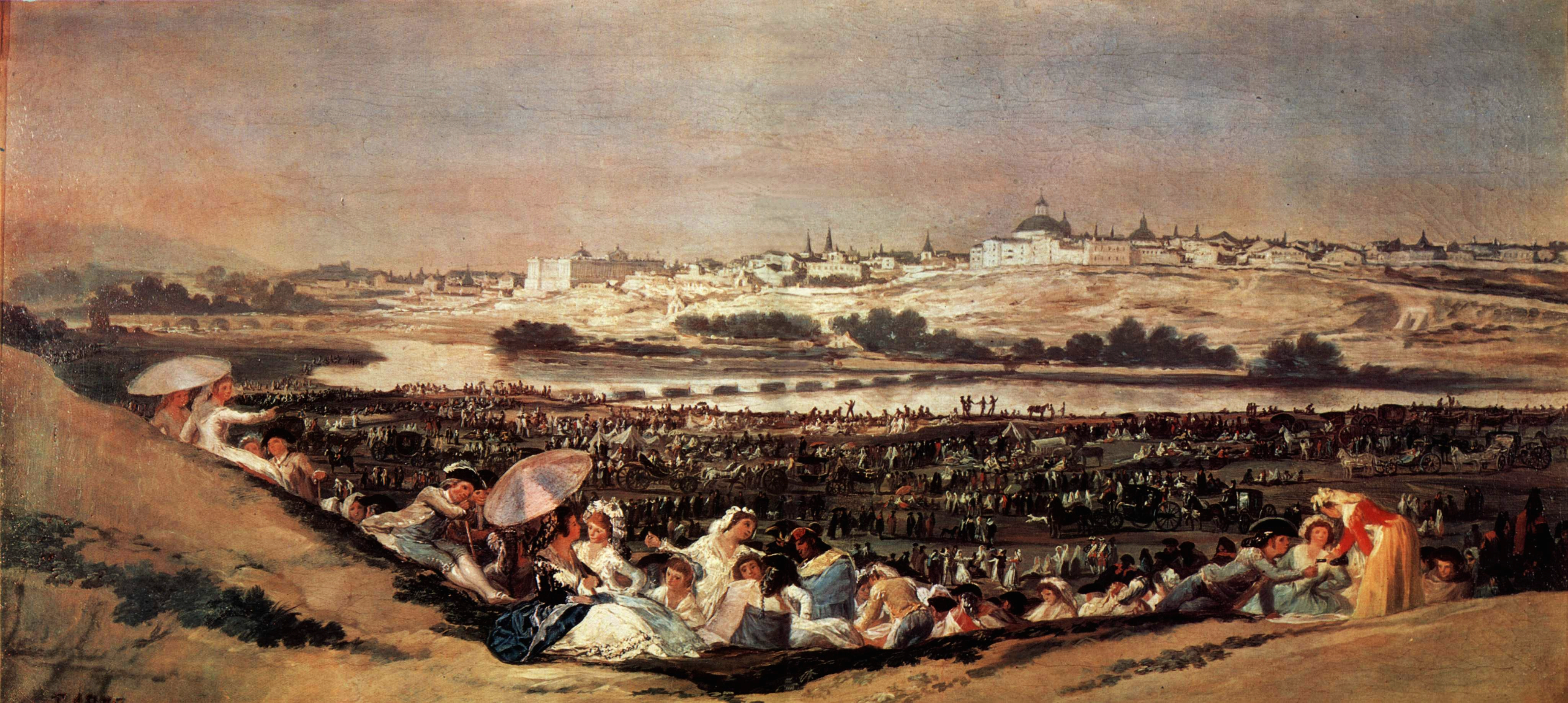
La pradera de San Isidro, Carabanchel en 1788.

Durant els segles XVII, XVIII i fins ben entrat el XIX, els Carabancheles eren una zona d'estiueig per a l'aristocràcia i alta burgesia de Madrid, que tenien allí les seves cases i palaus, molts dels quals encara es conserven.
- En 1732 finalitza la construcció del pont de Toledo.
- En 1788, Goya pinta Carabanchel en la seva obra La pradera de San Isidro. Goya va utilitzar Carabanchel com a escenari d'alguns dels seus quadres, La pradera de San Isidro i l'ermita de San Isidro.

### Edat Contemporània

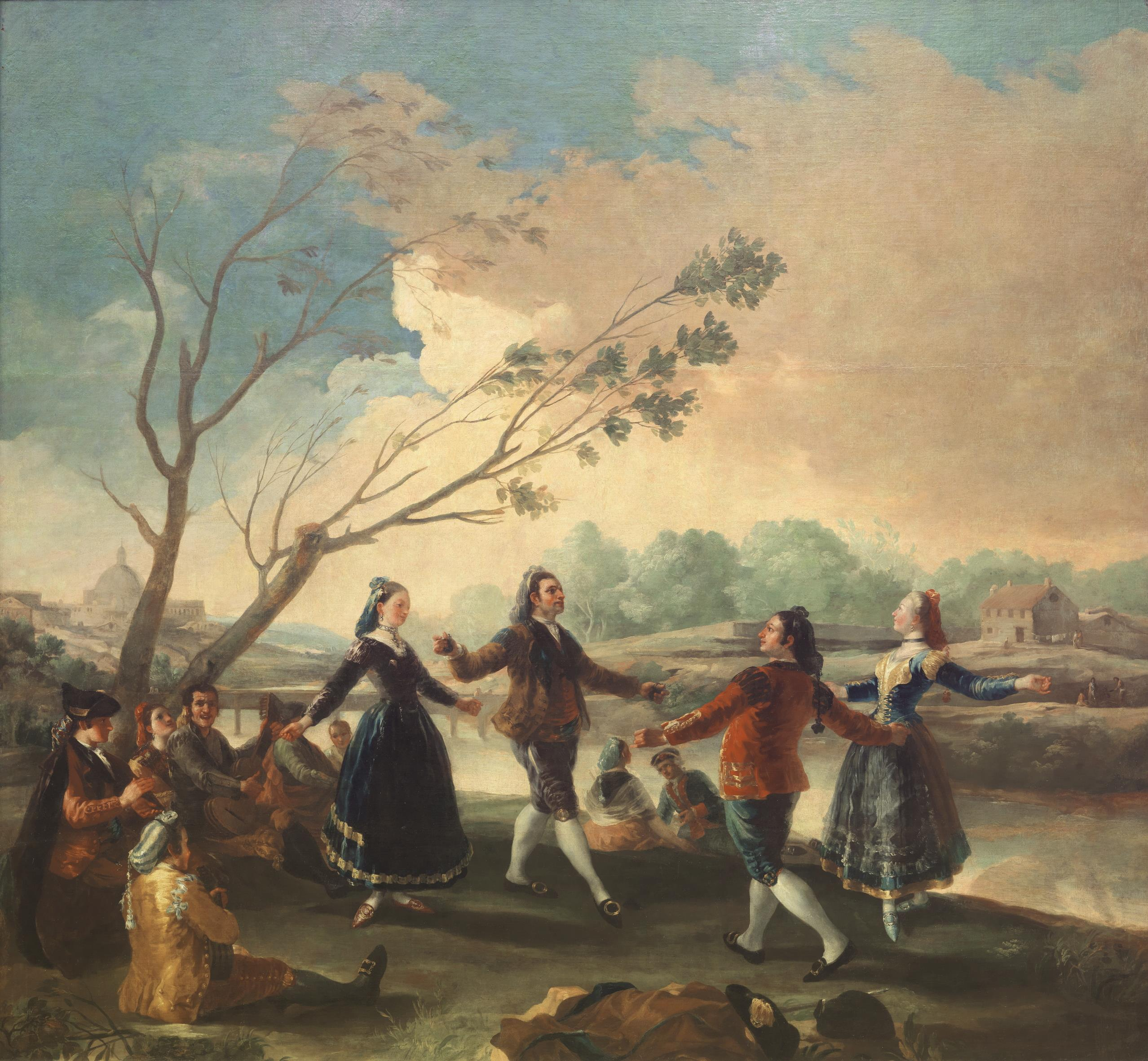
Ball a la vora del Manzanares per Goya. Aquest pintor reflecteix com era la riba del Manzanares al seu pas per Carabanchel al segle XVII

En 1860 s'aprovà el pla urbanístic Castro, pel qual es durà a terme l'Eixample de Madrid, amb la construcció dels barris de Salamanca, Argüelles o Chamberí. Tots aquests barris es van fer en construcció de plànol quadricular (carrers paral·lels, similar al plànol de Nova York).
L'Eixample, ja abans de néixer tenia la seva pròpia filosofia social quant a la distribució de la població per classes i gairebé per gremis: a la zona de Castellana-Serrano es localitzaren els habitatges o palauets de luxe destinats a l'aristocràcia; al barri de Salamanca s'assentaria l'alta burgesia; en el d'Argüelles, la burgesia mitjana; en el de Chamberí, els artesans; al sud de la carretera d'Aragó (avui carrer d'Alcalá), la classe obrera, i a banda i banda del Manzanares, en Ambaixadors i els Carabanchels, els treballadors agrícoles. L'Eixample, pel que fa als extraradis, no començaria a ser construït fins al primer terç del segle xx.
En 1875 Carabanchel Bajo figura en la primera Fulla del Mapa Topogràfic Nacional, com un reduït nucli de cases baixes, agrupades al costat del camí que uneix Madrid amb Fuenlabrada; la resta del territori que ho envolta són terra de labor, generalment dedicades al cultius de vinyer i cereals; això sí, destaca una gran taca verda que representa la finca tancada dels Montijo (Aquesta gran zona verda tancada, contínua existint en Carabanchel, actualment amb el nom de Finca de Puerta Bonita).
Pel que fa a Carabanchel Alto, té un paisatge més amable quant a expansió de la naturalesa es refereix. A partir de la segona dècada del segle xix es converteix en una eminent zona residencial, solaça i d'esplai per a la noblesa i la burgesia que construeix finques d'esbarjo en les quals generalment passa els durs mesos d'estiu. En la Geografia Històrica d'Espanya, de 1787, es parla de terme municipal de Carabanchel com a ric en camps de blat, ordi, sègol, garrofes, pèsols, cigrons, faves i melons, fruit aquest últim de qualitat molt apreciada als mercats de la capital, on s'acudia a vendre'ls, especialment per setembre en el romiatge de la Verge del Port, a la vora del Manzanares i en el camí d'Extremadura (actual Passeig d'Extremadura). A la plaça del poble hi havia una font de dues canelles immenses que rajaven un cabal de l'aigua abundant, encara que no era apta per al consum humà.
Els Carabanchels tenien peculiaritats topogràfiques ben diferents, encara que en a Carabanchel Alto els habitants seguien mantenint el seu caràcter camperol fins a l'última dècada del segle xix, els de A baix gaudien ja d'una industrialització incipient, potser a causa de la seva proximitat amb la capital. Es parla de l'existència d'un magatzem de pólvora, dues fàbriques de veles de sèu, una de sabó i una altra de licors. La revolució tècnica arribaria als Carabanchels a la fi del segle xix, quan s'instal·la els primers telèfons i el corrent elèctric que subministra la Societat Elèctrica dels Carabanchels, amb un capital inicial de 60.000 pessetes.
El clima suau dels Carabanchels (molt fresc a l'estiu per la proliferació de bosc de pollancres i àlbers), el fet d'estar ben airejats, la salubritat i tenir la perspectiva paisatgística de la vall del Manzanares, els feia idonis per a les construccions residencials de grans finques.

### Segle XX
Els carabanchelers en aquella època es dedicaven preferentment a les labors del camp, la bugaderia i a l'horta. En el reformat Mapa Topogràfic de 1916, ja apareix dibuixat el cementiri, la plaça de toros, l'hospital i la línia de ferrocarril Madrid-Sant Martín de Valdeiglesias, que travessava el municipi de Carabanchel Bajo. Setze anys més tard, en 1932, les edificacions s'han estès per la franja del carrer General Ricardos, li ha unit pràcticament amb Madrid.
En l'Institut Nacional d'Estadística es reflecteix l'evolució de la població de Carabanchel Baix des de l'inici de segle fins a pocs anys abans de produir-se les annexions a Madrid. En 1900, són 5.862 persones i en 1940 el cens registra 26.970. amb un índex de creixement del 45,9%.
Entrat ja el segle xx, es construeix una gran quantitat d'habitatges a Carabanchel, fins a tal punt que s'assenta la fàbrica de maons i teules en aquest municipi. Proliferen també els grans magatzems d'olis, vins i aiguardents, així com de productes d'ultramarins. El tràfec de mercaderies fa créixer el parc de carros i amb això la instal·lació de ferreries. El fet que l'escorxador de la Vila estigués tan a prop (Escorxadors de Legazpi, actualment rehabilitat com a centre cultural i per a espectacles), va alimentar la creació de magatzems d'embotits i salament de carns que van arribar tenir fama en tot Madrid. Va haver-hi a principis de segle una fàbrica de botons, destruïda per un incendi i cinc fàbriques d'adobats.
Guerra Civil (1936-1939)
El territori que avui ocupa el districte va sofrir alguns contratemps durant l'inici de la guerra civil. El 20 de juliol de 1936 es realitza un atac contra la Caserna de la Montaña i contra els revoltats de Getafe i Carabanchel que, després d'una escaramussa breu però una mica intensa, són reduïts. El final de la guerra segons el pla dels exèrcits de Franco de conquistar Madrid el 8 de novembre de 1936 es concentrarien les tropes entre la Ciutat Universitària de Madrid i la Plaça d'Espanya, iniciant un atac en tromba fins a aconseguir els barris residencials de la ciutat, aquells que suposadament s'unirien a la seva causa. L'atac el començarien els comandants Barrón i Tella avançant per Carabanchel per fer creure que l'atac s'efectuaria pel sud; posteriorment, el general Yagüe avançaria pel passeig de Rosales fins a aconseguir la presó Model i la caserna de don Juan (vegeu': Batalla de la Ciutat Universitària).
Va haver-hi un temps en el qual el barri va arribar a tenir una empresa dedicada al transport suburbà. El desenvolupament del Pla de Transports es materialitza amb la posada en funcionament dels nous trams que amplien les línies 1 i 2 fins a Plaça de Castella i Ciutat Lineal, així com amb la construcció del Ferrocarril Suburbà de Carabanchel, l'explotació del qual es va concedir al Metro l'any 1960.
En 1940, s'inicia la construcció de la presó de Carabanchel. Amb prou feines acabada la Guerra Civil, i amb l'anterior presó de Madrid, la Modelo, pràcticament destruïda per haver estat en la línia del front, el dictador Francisco Franco va decidir construir una nova presó (fins a la finalització de les obres, els presos polítics del franquisme s'amuntegaven a la presó de Porlier). Així, el 16 de gener de 1940 es van adquirir uns terrenys d'uns 200.000 metres quadrats al municipi de Carabanchel Alto (llavors un poble als afores de Madrid), pertanyents a José Messía y Stuart, duc de Tamames i de Galisteo. El preu va ser de 5,25 pessetes per metre quadrat. En total, l'Estat va pagar unes 700.000 pessetes. Les obres van començar el 20 d'abril de 1940 i la presó es va inaugurar el 22 de juny de 1944.
Carabanchel Bajo i Alto s'uneixen a Madrid
Fins a 1948, Carabanchel Bajo i Alto eren dos municipis independents.
En aquest any van ser annexionats a Madrid per un decret del govern de Francisco Franco, que va afectar altres municipis propers a Madrid com Vallecas, Villaverde o Barajas. En aquest decret també es va arribar a parlar de Leganés o Alcorcón però finalment no es va dur a terme en aquests dos últims municipis i avui en lloc de ser districtes de Madrid continuen sent municipis independents.
L'objectiu d'aquest decret era crear el Gran Madrid, una capital amb una població i extensió similar a les capitals europees mitjançant l'annexió dels municipis propers a la capital. D'aquesta forma, Madrid va deixar de ser un gran poble manxec per convertir-se en la gran capital que Espanya necessitava. Una capital similar a les grans capitals europees com Londres, París o Berlín. Una capital que entraria en la categoria de les ciutats globals.
D'aquesta forma els municipis de Carabanchel Alto i Bajo es van unir a Madrid formant un districte únic de Carabanchel.
Primeres estacions de metro de Carabanchel, Arribada de la línia FSC  Ferrocarril suburbà de Carabanchel actuals línies 5 i 10 del Metre

El 4 de febrer de 1961 s'inaugurava el primer i últim tram de la línia S, actual línia 10 comprès entre Carabanchel i Plaça d'España. Aquesta línia va ser construïda i gestionada per la societat nacional de Ferrocarril Suburbà de Carabanchel.
Arribada de la línia  a Carabanchel
En 1968, la línia 5 com tal es va inaugurar el 6 de juny de 1968 entre les estacions de Callao i Carabanchel. Des d'aquest moment Carabanchel comptava amb una de les seves primeres estacions de metro compreses entre Marquès de Vadillo i Carabanchel, gràcies a aquesta línia els carabanchelers podrien arribar al centre de Madrid en pocs minuts.
Arribada de castellans, extremenys i andalusos a Carabanchel
Durant la dècada dels setanta es va produir la immigració a les grans ciutats com Madrid i Barcelona, des de comunitats com Andalusia, Extremadura les dues Castelles i Galícia. Carabanchel juntament amb Vallecas van ser els barris on van arribar major nombre d'immigrants, en el cas de Carabanchel la majoria de la població procedien de Castella la Nova, Castella la Vella, Andalusia i Extremadura.
Els extremenys fins i tot van crear associacions com la Casa Extremenya de Carabanchel on es reunien per recordar les seves festes, tradicions. Durant molts anys es van realitzar la tradicional festa de matança extremenya al parc d'Aluche. Cal destacar que la majoria d'aquesta població es va assentar a Carabanchel Bajo, a causa de la proximitat amb el centre i la millor comunicació i transports, Carabanchel Alto estava més lluny de centre i no comptava amb metro.
Construcció de la 
La construcció de la M-30 no s'iniciaria fins a 1970, en dos trams diferenciats: El tram aquest i el tram oest, tots dos trams s'unien en el Nus Sud, i no van ser completats fins a 1974. El tancament nord de la M-30 no es va produir fins als anys 90.
Reestructuració de districte, Carabanchel veu reduïda la seva extensió

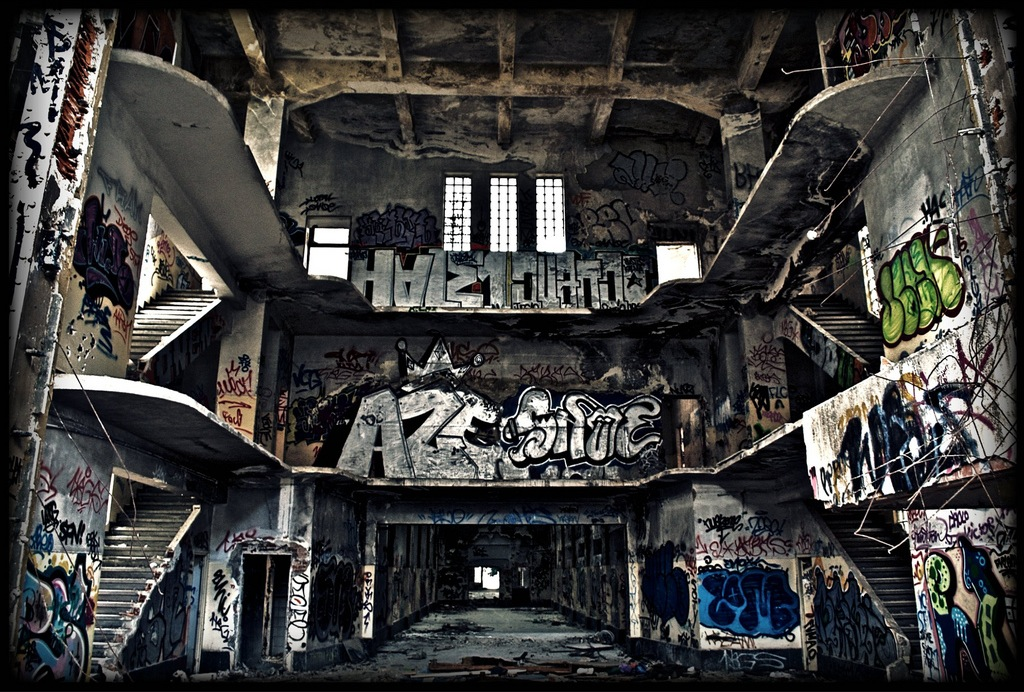
Interior de la presó de Carabanchel abans del seu enderrocament.

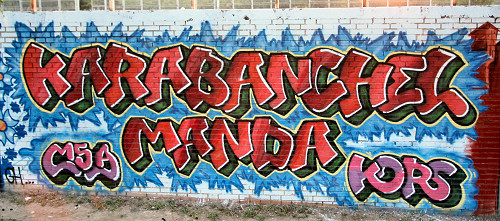
En els últims anys de vida de la presó, un cop que va ser tancada, es va convertir en el major museu del graffiti de tot Madrid, les seves galeries es van omplir de tota mena de dibuixos.

En 1971 té lloc la reestruturació de Carabanchel. Els terrenys de Carabanchel es divideixen en tres districtes, Latina, Carabanchel i Usera d'aquesta forma Carabanchel veu reduït considerablement la seva extensió a menys de la meitat del que en un passat va arribar a ocupar.
Alguna cosa semblant va ocórrer amb un altre municipi que va ser unit a Madrid, Vallecas. L'antic terme municipal de Vallecas després de la seva incorporació a Madrid va ser dividit en dos districtes: Puente de Vallecas i Villa de Vallecas. En aquest cas tots dos districtes van conservar el nom de Vallecas, cosa que no va ocórrer amb Carabanchel, ja que es va dividir en els districtes de Llatina, Carabanchel i Usera.
Construcció de la 
Va començar a ser construïda el 1980, com a alternativa a la ja llavors saturada M-30. Sobre 1982 ja s'havia construït el primer tram, entre l'A-1 i l'A-2, amb l'enllaç de l'antiga autovia de Coslada-San Fernando de Henares i l'aeroport de Barajas (antiga N-100).
Es va anar construint segons l'ordre de les carreteres radials (A-1, A-2, A-3, A-4, A-5 i A-6) fins a 1995, quan va ser finalitzada totalment amb la construcció dels túnels del Pardo, de quatre carrils per sentit i 760 metres de longitud.
Construcció de la Carretera de Toledo 
Durant el primer govern de Felipe González, es dissenya el Pla General de Carreteres 1984-1991; dins d'aquest pla es contempla la transformació de diverses carreteres convencionals en vies d'alta capacitat de titularitat estatal (autovies) i entre elles hi ha la N-401 Madrid-Toledo-Ciudad Real en el seu primer tram.
Les obres comencen a mitjan dècada dels 80, sent finalitzades a principis del segle XXI amb l'enllaç de la A-42 amb la CM-42 Autovia dels vinyers a Burguillos de Toledo.
Arribada de la línia  a Carabanchel
La línia 6 va arribar a Carabanchel el 7 de maig de 1981, amb l'ampliació des de Pacífic (Districte de Retiro) a Oporto (Carabanchel).
Es van fer tres estacions en el districte, Plaça Elíptica en la Plaza Fernández Ladrera, Opañel a la meitat de l'avinguda d'Oporto i Porto al final de l'avinguda amb el mateix nom.
Opañel va obrir al públic amb el nom d'Elvas, fent referència a un dels carrers que té prop de la boca de metre, però a petició dels veïns, va passar a anomenar-se l'1 de juny de 1984 Opañel, donant-li el nom del rierol que passava per la zona.
Tancament de la Presó de Carabanchel
La presó va ser tancada en 1998 (després de 55 anys en funcionament), en aquest any fins i tot es van fer visites guiades pels mateixos funcionaris de la presó per al públic. Des del tancament de la presó els veïns es van manifestar per sol·licitar la construcció d'un hospital en aquests terrenys. No obstant això durant l'última dècada aquesta presó fantasma es va omplir de grafitis, okupes i a poc a poc va ser perdent les seves finestres, escales i portes sent venudes com a ferralla. Van haver de passar 10 anys perquè es produís la demolició de la presó.
Inauguració primer tram de la línia  (Plaça El·líptica-Pa Beneït)
El 16 de novembre de 1998 sent alcalde José María Álvarez del Manzano i president de la Comunitat de Madrid Alberto Ruiz-Gallardón, el primer tram de la línia 11 (Plaça Elíptica-Pan Bendito) va ser una realitat.
La línia 11 era primera línia de metro nova que s'inaugurava a Madrid des de feia 20 anys. Carabanchel ja comptava amb 3 línies del suburbà (5, 6 i 11). No obstant això, encara existien barris dins del districte als quals no arribava el metro com Carabanchel Alto (al principi aquesta ampliació s'anava a portar fins a Carabanchel Alto, però el projecte va haver d'esperar fins a finals del 2007).
Inauguració de l'estació d'Eugenia de Montijo línia  
Aquesta estació va ser inaugurada el 27 d'octubre de 1999 dins d'un tram de línia ja en funcionament. Per executar l'obra, es va tallar el servei entre les estacions d'Aluche i Carabanchel durant una mica més d'un any.
Des de l'any 2000 s'han produït nombrosos canvis importants al barri, com el desenvolupament del Pau de Carabanchel, l'arribada del metro a Carabanchel Alto i el Pau, la inauguració del centre comercial Islazul i l'enderrocament del símbol més important de Carabanchel, la seva presó.

## Estadístiques

### Evolució de la Població de Carabanchel
En els últims 10 anys s'ha tornat a produir un creixement en la població de Carabanchel. Aquest creixement s'ha vist afavorit per 2 factors: l'arribada de població immigrant, i el desenvolupament urbanístic al Pau de Carabanchel que suposaran una vegada finalitzat 34.000 veïns més.
| Data     |         |        |        |        |        |        |        |        |
| 1/4/1986 | 240.325 | 28.005 | 35.810 | 38.908 | 49.286 | 34.381 | 25.379 | 28.556 |
| 1/1/1987 | 242.887 | 28.308 | 36.206 | 39.442 | 49.980 | 34.618 | 25.575 | 28.758 |
| 1/1/1988 | 241.208 | 27.952 | 35.971 | 39.009 | 49.876 | 34.589 | 25.418 | 28.393 |
| 1/1/1989 | 240.630 | 27.799 | 35.947 | 38.733 | 50.182 | 34.250 | 25.362 | 28.357 |
| 1/1/1990 | 240.854 | 27.871 | 35.844 | 38.767 | 50.739 | 33.848 | 25.360 | 28.425 |
| 1/3/1991 | 234.220 | 26.802 | 34.032 | 38.387 | 50.495 | 32.068 | 24.818 | 27.618 |
| 1/1/1992 | 234.215 | 26.719 | 33.730 | 38.827 | 50.504 | 32.101 | 24.787 | 27.547 |
| 1/1/1993 | 233.935 | 26.778 | 33.358 | 38.980 | 50.601 | 31.963 | 24.812 | 27.443 |
| 1/1/1994 | 233.297 | 26.671 | 33.157 | 38.997 | 50.464 | 31.858 | 24.890 | 27.260 |
| 1/1/1995 | 230.622 | 26.299 | 32.808 | 38.562 | 49.888 | 31.621 | 24.662 | 26.782 |
| 1/5/1996 | 217.868 | 24.748 | 31.138 | 36.120 | 46.770 | 30.189 | 23.835 | 25.068 |
| 1/1/1998 | 217.298 | 24.446 | 31.042 | 36.678 | 46.395 | 30.242 | 23.810 | 24.685 |
| 1/1/1999 | 215.390 | 24.172 | 30.901 | 36.288 | 45.985 | 30.003 | 23.786 | 24.255 |
| 1/1/2000 | 213.405 | 24.013 | 30.568 | 35.944 | 45.500 | 29.774 | 23.661 | 23.945 |
| 1/1/2001 | 220.198 | 24.613 | 31.506 | 37.300 | 47.032 | 30.996 | 24.169 | 24.582 |
| 1/1/2002 | 226.138 | 24.864 | 32.463 | 38.766 | 47.845 | 32.170 | 24.729 | 25.301 |
| 1/1/2003 | 233.602 | 25.192 | 33.485 | 40.619 | 48.414 | 33.532 | 25.430 | 26.930 |
| 1/1/2004 | 237.093 | 25.273 | 33.888 | 40.192 | 48.802 | 34.454 | 25.716 | 28.768 |
| 1/1/2005 | 239.782 | 24.862 | 33.912 | 40.148 | 48.805 | 34.675 | 27.536 | 29.844 |
| 1/1/2006 | 246.076 | 24.856 | 33.969 | 40.504 | 49.360 | 35.336 | 31.349 | 30.702 |
| 1/1/2007 | 248.350 | 24.117 | 33.486 | 40.122 | 48.499 | 35.350 | 35.919 | 30.857 |
| 1/1/2008 | 253.678 | 24.310 | 33.695 | 40.414 | 48.665 | 35.768 | 39.505 | 31.321 |

FONT: Àrea de Govern d'Hisenda i Administració Pública. Direcció general d'Estadística.
|  |

|  |

| País            | Immigrants | Barri amb major nombre | Barri amb menor nombre |
| Equador         | 13.388     | Vista Alegre (2.731)   | Comillas (1.112)       |
| Romania         | 6.283      | San Isidro (1.031)     | Comillas (534)         |
| Colòmbia        | 5.256      | Vista Alegre (1.091)   | Comillas (509)         |
| Bolívia         | 5.105      | Vista Alegre (1.485)   | Buenavista (295)       |
| Perú            | 3.754      | Vista Alegre (865)     | Comillas (331)         |
| R.P. de la Xina | 2.524      | Vista Alegre (690)     | Comillas (211)         |
| Brasil          | 2.210      | Abrantes (578)         | Comillas (120)         |

Malgrat ser el districte amb molta població immigrant, a Carabanchel, no s'han creat barris exclusius o de majoria immigrant com passa a Usera, al carrer Dolores Barranco (on predomina la nacionalitat xinesa i fins i tot han creat el Chinatown d'Usera amb tota mena de comerços xinesos), o a Lavapiés (població asiàtica i marroquina).
| Barri         | Nombre d'immigrants |
| Vista Alegre  | 11.435              |
| San Isidro    | 8.782               |
| Puerta Bonita | 8.570               |
| Abrantes      | 7.175               |
| Opañel        | 7.127               |
| Comillas      | 4.688               |

| País                 |        |       |       |       |        |       |       |       |
| Estrangers           | 53.810 | 4.688 | 7.127 | 8.782 | 11.435 | 8.570 | 6.033 | 7.175 |
| Equador              | 13.388 | 1.112 | 1.933 | 2.384 | 2.731  | 2.203 | 1.220 | 1.805 |
| Romania              | 6.283  | 534   | 849   | 1.031 | 1.005  | 1.050 | 1.021 | 793   |
| Bolívia              | 5.105  | 421   | 640   | 885   | 1.485  | 763   | 295   | 616   |
| Colòmbia             | 5.256  | 509   | 638   | 660   | 1.091  | 772   | 878   | 708   |
| Perú                 | 3.754  | 331   | 491   | 591   | 865    | 515   | 432   | 529   |
| Marroc               | 2.206  | 124   | 199   | 548   | 423    | 320   | 364   | 228   |
| R.P. de la Xina      | 2.524  | 211   | 489   | 349   | 690    | 255   | 216   | 314   |
| República Dominicana | 1.362  | 185   | 202   | 147   | 194    | 274   | 159   | 201   |
| Brasil               | 2.210  | 120   | 174   | 255   | 475    | 462   | 146   | 578   |
| Paraguai             | 801    | 123   | 115   | 128   | 157    | 133   | 50    | 95    |
| Resta de Països      | 10.921 | 1.018 | 1.397 | 1.804 | 2.319  | 1.823 | 1.252 | 1.308 |
| No consta            | 27     | 6     | 3     | 7     | 6      | 1     | 3     | 1     |

### Piràmide de Població
La piràmide de població de Carabanchel és la típica dels països desenvolupats. Té una escassa població jove, encara que observem un augment de naixements respecte a anys anteriors. Vista Alegre és el barri amb major taxa de naixement i Buenavista la menor. La població majoritària és la població treballadora i 24-50. És aquest grup d'edat hi ha també el major nombre d'estrangers.
Una altra característica de la població és l'alta esperança de vida, més de 85, i viuen més les dones que els homes. La distribució d'homes i dones és molt similar a excepció de les edats més avançades que com s'ha dit les dones tenen major esperança de vida.
La major taxa de mortalitat es produïx en Cometes 10%, és el barri més envellit. L'edat mitjana de la població de Carabanchel és de 39 anys.
| Característiques |          |        |        |        |        |        |        |        |
| Espanyols        | 90.880   | 8.602  | 11.815 | 14.313 | 16.607 | 12.466 | 16.009 | 11.068 |
| 0-9              | 9.241    | 683    | 1.027  | 1.298  | 1.328  | 1.382  | 2.307  | 1.216  |
| 10-19            | 7.397    | 688    | 888    | 1.316  | 1.284  | 1.069  | 1.268  | 884    |
| 20-29            | 10.404   | 1.007  | 1.419  | 1.706  | 2.037  | 1.343  | 1.576  | 1.316  |
| 30-39            | 16.352   | 1.243  | 1.854  | 2.280  | 2.550  | 2.130  | 4.208  | 2.087  |
| 40-49            | 13.811   | 1.291  | 1.882  | 2.241  | 2.307  | 1.998  | 2.434  | 1.658  |
| 50-59            | 10.042   | 1.085  | 1.421  | 1.740  | 2.059  | 1.256  | 1.238  | 1.243  |
| 60-69            | 9.648    | 979    | 1.264  | 1.485  | 2.147  | 1.303  | 1.418  | 1.052  |
| 70-79            | 9.558    | 1.045  | 1.378  | 1.506  | 2.052  | 1.351  | 1.110  | 1.116  |
| 80 i més         | 4.424    | 581    | 681    | 741    | 843    | 634    | 449    | 495    |
| Espanyoles       | 1 04.089 | 10.475 | 14.163 | 16.689 | 19.732 | 14.006 | 16.609 | 12.415 |
| 0-9              | 8.895    | 661    | 1.037  | 1.284  | 1.326  | 1.231  | 2.196  | 1.160  |
| 10-19            | 7.109    | 636    | 882    | 1.306  | 1.281  | 999    | 1.199  | 806    |
| 20-29            | 10.297   | 1.013  | 1.390  | 1.723  | 2.018  | 1.289  | 1.710  | 1.154  |
| 30-39            | 16.336   | 1.270  | 1.851  | 2.280  | 2.613  | 2.156  | 4.063  | 2.103  |
| 40-49            | 14.580   | 1.495  | 2.056  | 2.466  | 2.526  | 2.022  | 2.250  | 1.765  |
| 50-59            | 11.910   | 1.293  | 1.800  | 2.009  | 2.562  | 1.457  | 1.427  | 1.362  |
| 60-69            | 9.648    | 979    | 1.264  | 1.485  | 2.147  | 1.303  | 1.418  | 1.052  |
| 70-79            | 13.654   | 1.637  | 2.075  | 2.198  | 2.812  | 1.918  | 1.391  | 1.623  |
| 80 i més         | 8.863    | 1.093  | 1.387  | 1.515  | 1.783  | 1.265  | 753    | 1.067  |
| · Estrangers     | 30.590   | 2.692  | 3.942  | 4.973  | 6.390  | 4.975  | 3.520  | 4.098  |
| 0-9              | 2.676    | 222    | 339    | 444    | 536    | 422    | 332    | 381    |
| 10-19            | 3.102    | 260    | 412    | 468    | 610    | 471    | 461    | 420    |
| 20-29            | 8.676    | 734    | 1.088  | 1.459  | 1.823  | 1.518  | 849    | 1.205  |
| 30-39            | 9.423    | 870    | 1.166  | 1.552  | 1.994  | 1.514  | 1.095  | 1.232  |
| 40-49            | 4.669    | 418    | 625    | 726    | 984    | 738    | 574    | 604    |
| 50-59            | 1.593    | 148    | 247    | 240    | 359    | 249    | 157    | 193    |
| 60-69            | 298      | 30     | 45     | 59     | 49     | 43     | 34     | 38     |
| 70-79            | 116      | 7      | 17     | 17     | 28     | 17     | 12     | 18     |
| 80 i més         | 37       | 3      | 3      | 8      | 7      | 3      | 6      | 7      |
| · Estrangeres    | 28.111   | 2.539  | 3.775  | 4.437  | 5.936  | 4.319  | 3.365  | 3.740  |
| 0-9              | 2.468    | 218    | 300    | 387    | 545    | 374    | 312    | 332    |
| 10-19            | 3.068    | 241    | 397    | 450    | 637    | 480    | 443    | 420    |
| 20-29            | 8.250    | 733    | 1.086  | 1.331  | 1.734  | 1.337  | 929    | 1.100  |
| 30-39            | 7.577    | 694    | 1.062  | 1.207  | 1.552  | 1.116  | 926    | 1.020  |
| 40-49            | 4.220    | 398    | 554    | 668    | 907    | 664    | 482    | 547    |
| 50-59            | 1.730    | 164    | 268    | 280    | 382    | 245    | 179    | 212    |
| 60-69            | 518      | 6      | 472    | 75     | 117    | 59     | 69     | 62     |
| 70-79            | 216      | 1      | 925    | 30     | 50     | 35     | 19     | 38     |
| 80 i més         | 64       | 8      | 11     | 9      | 12     | 9      | 6      | 9      |

## Govern i Administració
Fins a 1948 Carabanchel Alto i Bajo eren dos municipis independents amb els seus propis governs. En 1948 tots dos municipis s'uneixen a Madrid amb el nom de Carabanchel, la seu del govern va ser l'antic Ajuntament de Carabanchel Bajo, actual seu de l'ajuntament de la junta municipal.
Aquest edifici és a la Plaça de Carabanchel Bajo, núm. 1, en l'enclavament del nucli antic de Carabanchel (aquest lloc recorda a la plaça de tot poble, ja que hi ha l'ajuntament i l'església). L'ajuntament, construït a la fi del segle xix, va sofrir serioses deterioracions durant la Guerra Civil però més tard va ser reconstruït. La forma de govern de Carabanchel ha anat canviant al llarg de les seves història, passant per regidors, alcaldes i els actuals regidors presidents de districte. En l'actualitat Carabanchel és un districte de Madrid, i el regidor president del districte és nomenat per l'alcalde de Madrid de forma proporcional a la seva representació a l'Ajuntament de Madrid i no pels vots obtinguts al Districte.
| Càrrec   | Any       | Carabanchel Bajo       | Carabanchel Alto            |
| Regidor  | 1495      | Diego de Vargas        |                             |
| Regidor  | 1494      | Juan Cofío             |                             |
| Regidor  | 1502      | Blas Barragán          | Alonso de Villaconejos      |
| Alcalde  | 1836      | Rodríguez Tordesillas  | Matías Santibánez           |
| Alcalde  | 1895      |                        | Ildefonso Hernández Cabrera |
| Alcalde  | 1924-1930 | Leandro Teresa         | Luis Justo                  |
| Alcalde  | 1931      | Valentín Segurado      | Antonio Rodríguez Sacristán |
| Alcalde  |           |                        | Vicente Morales             |
| Alcalde  |           |                        | Joaquín Zarzo               |
| Alcalde  | 1936-1939 | Atilano Brell          | Casimiro Ramos              |
| Alcalde  | 1944      | Serafín Gómez Fabregat | Joaquín Bosch               |
| Alcalde  | 1948      | Rufino Goñi            | Rafael López Izquierdo      |
| Alcalde  | 1948      |                        | Joaquín Campos Pareja       |
| Delegado | 1948      | Ramón Fernández        |                             |

Taula de govern del districte de Carabanchel
| Càrrec           | Any  | Carabanchel                                                                                    |
| Tinent d'alcalde | 1949 | Manuel Torres Garrido, Santiago Álvarez Abellán, José Planelles, Gaspar Ledesma i José Bañales |
| Regidor          | 1979 | Miguel Lara(PSOE)                                                                              |
| Regidor          | 1985 | Joaquín García Pontes (PSOE)                                                                   |
| Regidor          | 1989 | Manuel Martínez Blanco(PP)                                                                     |
| Regidor          | 1995 | Alberto López Viejo(PP)                                                                        |
| Regidor          | 1999 | Carlos Izquierdo Torres (PP)                                                                   |
| Regidor          | 2012 | Manuel Troitiño Pelaz(PP)                                                                      |

## Metro de Madrid
| Línia |                                                    | Estacions a Carabanchel                                                      |
| ----- | -------------------------------------------------- | ---------------------------------------------------------------------------- |
| Línia | Plànol de la línia 5 del metro de Madrid · Línia 5 | Marqués de Vadillo, Urgel Oporto Vista Alegre Carabanchel Eugenia de Montijo |
| Línia | Plànol de la línia 6 del metro de Madrid           | Plaza Elíptica Opañel Oporto Carpetana                                       |
| Línia | Plànol de la línia 11 del metro de Madrid          | Plaza Elíptica Abrantes Pan Bendito San Francisco Carabanchel Alto La Peseta |

## Personatges destacats
- Eduardo Benavente, ex-Pegamoide i compositor i vocalista de Parálisis Permanente.
- Marcelino Camacho Abad, sindicalista i polític.
- Santiago Segura, actor.
- Daniel Guzmán, actor.
- Nancho Novo, actor.
- Achero Mañas, director i actor.
- Adam Jezierski (actor que interpreta Gorka a Física o Química)
- Julián González (actor que interpretava Guille a Farmacia de Guardia, César a Compañeros, etc.)
- María Valverde, actriu
- Rosendo Mercado, cantant i guitarrista (a Ñu o Leño).
- La Excepción, grup de hip hop.
- Beethoven R, grup de Heavy metal / Hard rock.
- Ars Amandi, grup de Folk Metal/Heavy Metal.
- Juan Luis Cano, locutor i escriptor.
- Carlos Faemino, humorista i guionista.
- Javier Cansado, humorista i locutor de ràdio.
- Juan Ibáñez, El Hormiguero.
- Jorge Marron, El Hormiguero.
- Jennifer Hermoso, futbolista professional